# Inframediterrani

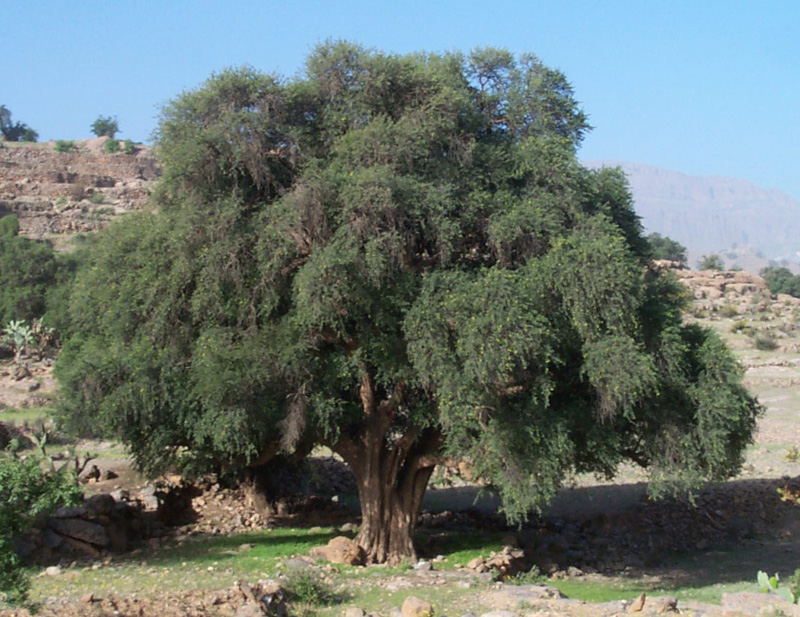
Argània al Marroc, indicador de clima inframediterrani

Inframediterrani, és un estatge bioclimàtic que pot trobar-se a qualsevol zona de clima mediterrani, situat per sota del termomediterrani.
Només es presenta en les zones de poca altitud, en les latituds més baixes, ja pròxim a condicions desèrtiques. L'aridesa és important i moltes espècies perden la fulla a l'estiu per combatre l'intens estrès hídric.
La vegetació es caracteritza normalment pels matolls espinosos o suculents, però hi ha arbres com l'argània o el drago que suporten aquestes condicions d'aridesa. Aquest estatge té molts elements endèmics algun d'ells de clar origen neotropical en les zones inframediterrànies americanes (agavàcies cactàcies, etc.) L'ombrotipus predominant és el semiàrid.
Per exemple la vegetació de l'illa de Formentera amb una mitjana anual de 19,2 °C està a la frontera entre el termomediterrani i l'inframediterrani.